# Lazy Daze
«Lazy Daze» es el tercer sencillo oficial del actor y cantautor canadiense Drew Seeley, de su álbum The Resolution, lanzado en el 2011.

## Información
La canción fue compuesta por Drew Seeley, Ari Levine, Steve McMorran y producida por Justin Gray.
Apareció primeramente en el EP de Seeley The Resolution - Act 2, como parte de la promoción del lanzamiento oficial del álbum The Resolution.

### Lista de canciones
| Descarga digital |             |          |  |
| N.º              | Título      | Duración |  |
| 1.               | «Lazy Daze» | 4:12     |  |

## Video
Se lanzó un video oficial para el sencillo, dirigido por Marco Infante y filmado en Hollywood North, California. En el video aparece la novia en la vida real de Seeley (novia en el video también), Amy Paffrath, y el cantante y actor Lucas Grabeel. Lanzado en iTunes el 27 de octubre de 2011.